# قائمة سفراء إيران لدى البحرين
السفير الإيراني في المنامة هو الممثل الرسمي للحكومة في طهران لدى حكومة البحرين. عام 1972 صدر إعلان حول إقامة علاقات سياسية بين الحكومتين على مستوى السفارات في طهران والمنامة.

## القائمة
| السنة          | صاحب المنب                | الاسم بالفارسية                  | الاعمال | عهد الرئيس     | رئيس وزراء البحرين             | ترك المنصب |
| -------------- | ------------------------- | -------------------------------- | --- | -------------- | ------------------------------ | ---------- |
| 1970           | ماجد مهران                | (بالفارسية: مجید مهران)          | القائم بالأعمال الإيراني يعترض بشدة على "سوء معاملة" القائم بالأعمال الإيراني ماجد مهران | محمد رضا بهلوي | خليفة بن سلمان بن حمد آل خليفة |            |
| 1972           | Manuchehr Sepahbodi       | (بالفارسية: منوچهر سپهبدی)       | | محمد رضا بهلوي | خليفة بن سلمان بن حمد آل خليفة | 1977       |
| 1977           | Ismail Farboud            | (بالفارسية: اسماعیل فربود)       | [ 2 ] | محمد رضا بهلوي | خليفة بن سلمان بن حمد آل خليفة | 1980       |
| 1979           | Mohammad- Jalal Firouznia | (بالفارسية: محمدجلال فیروزنیا)   | وفي الأول من تموز/يوليو 2018، تم تعيينه سفيراً لإيران في لبنان خلفاً لمحمد فتحلي الذي انتهت فترة عمله. | محمد رضا بهلوي | خليفة بن سلمان بن حمد آل خليفة |            |
| 2002           | Mohammad Farazmand        | (بالفارسية: محمد فرازمند)        | (*يناير 30, 1962 in زاهدان) | محمد خاتمي     | خليفة بن سلمان بن حمد آل خليفة | 2007       |
| 2007           | حسين أمير عبد اللهيان     | (بالفارسية: حسین امیرعبداللهیان) | [ 5 ] | محمود نجاد     | خليفة بن سلمان بن حمد آل خليفة |            |
| 2011           | Mehdi Agha Jafari         | (بالفارسية: مهدی آقاجعفری)       | Till يونيو 6, 2010 he was قائم بالأعمال as Iranian ambassador to the United Arab Emirates. | محمود نجاد     | خليفة بن سلمان بن حمد آل خليفة | 2013       |
| يونيو 6, 2010  | Morteza Sanubari          | (بالفارسية: مرتضی صنوبری)        | قائم بالأعمال, Morteza Senoubari | محمود نجاد     | خليفة بن سلمان بن حمد آل خليفة |            |
| 14 يناير 2013  | بلا سفير                  |                                  | قطعت البحرين علاقاتها مع ايران | حسن روحاني     | خليفة بن سلمان بن حمد آل خليفة |            |
| 1 اكتوبر 2015  | بلا سفير                  |                                  | On the occasion of the هجوم عام 2016 على البعثات الدبلوماسية السعودية في إيران the diplomatic relations were scaled back to a قائم بالأعمال level. المنامة: البحرين سحبت سفيرها لدى إيران وطلبت من القائم بالأعمال الإيراني بالإنابة مغادرة المملكة خلال 72 ساعة بعد إعلانه شخصا غير مرغوب فيه. | حسن روحاني     | خليفة بن سلمان بن حمد آل خليفة |            |
| 29 نوفمبر 2015 | Hamid Shafizadeh          | (بالفارسية: حمید شفیع‌زاده)       | قائم بالأعمال | حسن روحاني     | خليفة بن سلمان بن حمد آل خليفة |            |
| 2016           | Mohammad Reza Babaei      | (بالفارسية: محمدرضا بابایی)      | قائم بالأعمال The Bahraini government announced an undesirable element. | حسن روحاني     | خليفة بن سلمان بن حمد آل خليفة |            |

## أنظر أيضا
- العلاقات البحرينية الإيرانية